# Chevaliers de la Foi
L’ordre des Chevaliers de la Foi est une société secrète qui a été fondée en 1810 pour défendre le catholicisme et la monarchie légitime. Durant la période du Premier Empire, il avait pour objectif le rétablissement de la royauté bourbonienne française, puis, durant la Restauration, les Chevaliers se sont organisés dans la tendance parlementaire des ultraroyalistes, avant de se disperser d'eux-mêmes en 1826.

### La hiérarchie

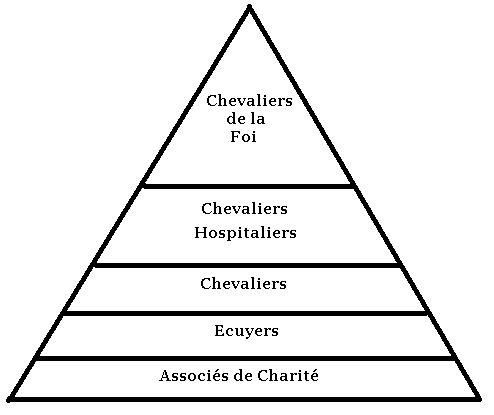

## Les caractéristiques des chevaliers

### Les cinq degrés fondamentaux
Initialement Ferdinand de Bertier de Sauvigny a longtemps hésité avant de créer une société secrète, au départ il aurait voulu fonder un ordre laïc de chevaliers tel que celui de l'ordre de Saint-Jean de Jérusalem, c'est pourquoi on retrouve une dénomination des grades très proche de la vieille chevalerie.
La hiérarchie secrète de l'ordre laisse ignorer aux grades inférieurs l'existence de degrés supérieurs ainsi que le visage des dirigeants. Chaque dénomination des degrés est influencée par l'idéal chrétien et monarchique qui soumet tous les membres à l'autel et au trône.
Le premier grade est celui des « associés de charité » qui contribuent seulement en priant et en cotisant. Les « associés » pensaient être dans une association pieuse de chrétiens nostalgiques de l'ancien régime. Les « écuyers » étaient mis au courant du rétablissement de la chevalerie, mais seuls les « chevaliers » étaient initiés durant une cérémonie. Ensuite « les Chevaliers Hospitaliers » s'occupaient spécialement des soins des prisonniers et des hôpitaux. Le dernier grade, le statut suprême était celui de « Chevaliers de la foi ». Eux seuls connaissent l'étendue de la société et ses objectifs politiques et religieux. Après la Restauration française l'Ordre a gardé ses grades secrets mais a tourné son activité vers le Parlement.

### Les trois cercles du pouvoir interne

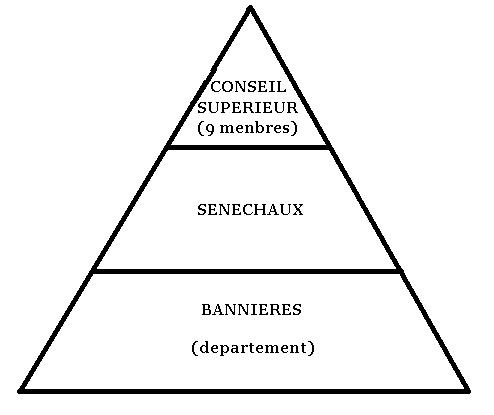

Les « Chevaliers de la foi » gouvernent la société grâce à un grand conseil supérieur, composé de 9 membres, dont certains sont titrés du grade de grand maître. C'est surtout autour du conseil supérieur que va avoir lieu l'activité parlementaire, car après la Restauration, lui seul avait un poids politique sur Louis XVIII et Charles X. Ces derniers donnent des instructions aux « Sénéchaux », qui dirigent les divisions militaires, et qui vont beaucoup servir durant la seconde restauration. Les « Bannières », sont les cellules de base qui correspondent à des zones d'influences départementales.

### Les signes et les symboles
La société des chevaliers de la foi ont pour modèle organisationnel la franc-maçonnerie. Ils utilisent eux aussi des mots d'ordres et des signes de reconnaissance. Les simples « chevaliers » ont tous un anneau béni, à l'intérieur duquel était gravé le mot « caritas », les chevaliers hospitaliers avaient un chapelet avec une croix d'ébène et les chevaliers de la foi en avaient un avec une croix d'argent. Ils pratiquaient donc aussi les cérémonies initiatiques. À genoux devant un crucifix, entourés de luminaires, les chevaliers jurent sur les évangiles le secret, l'obéissance, et la fidélité à Dieu, à l'honneur, au Roi, et à la Patrie. Ils recevaient finalement un coup d'épée sur l'épaule et une accolade des autres chevaliers, pour enfin être de vrais chevaliers.

### L'implantation

#### Géographie
Les chevaliers de la foi ont trouvé un terrain favorable dans les anciennes provinces de Franche-Comté, de Flandre, d'Artois, d'Auvergne, en Aquitaine, en Provence, en Vendée et bien sur dans les grandes villes comme Paris, Bordeaux, Toulouse…

#### Politique
Les Chevaliers était l'un des seuls groupes politiques au début du XIXe siècle constitué et organisé. Par ce fait on pourrait presque parler de « parti politique » surtout pendant la seconde Restauration avec un groupe parlementaire quasiment à ses ordres mais son fonctionnement secret et sa hiérarchie mystique l'éloignent de la notion de « parti ».

#### Religion
Les fondateurs de la société des Chevaliers de la Foi sont tous passés par La Congrégation. Étant donné l'hésitation de départ sur l'utilité d'une telle organisation, le rapport entre religion et politique est très proche. Les chevaliers ne se montrant pas clairement comme tels par respect du secret qu'ils portaient, n'étaient pas vus comme un groupe influençant le pouvoir. À l'époque on pensait plutôt que c'était la Congrégation qui jouait ce rôle. Mais cela peut s'expliquer par le fait que la plupart des dirigeants des Chevaliers étaient membres de la Congrégation. Après la dissolution en 1826 les chevaliers ont sans doute, mis à part les parlementaires, repris une activité de charité chrétienne.

## Les chevaliers célèbres

### Membres de l'Ordre
- Ferdinand de Bertier de Sauvigny, fondateur.
- Anne Pierre[4] et Bénigne Louis de Sauvigny, frères de Ferdinand et cofondateurs.
- Louis Joseph Alexis de Noailles, ami de Bertier à la Congrégation et cofondateur.
- Le marquis de Vibraye, cofondateur.
- Le comte Hippolyte de Solages, époux de la sœur de Ferdinand et cofondateur.
- Le comte Alfred Louis de Noailles, aide de camp de Bernadotte.
- Jules de Polignac, dernier ministre de Charles X et membre du conseil supérieur des Chevaliers.
- Armand de Polignac, frère de Jules.
- Mathieu Jean Félicité, duc de Montmorency-Laval, ministre des Affaires étrangères ultra en 1821, grand maître des Chevaliers de la foi et membre du conseil supérieur des Chevaliers.
- Le marquis Eugène-Alexandre de Montmorency-Laval, cousin de Mathieu, frère puîné de l'ambassadeur Anne-Adrien-Pierre de Montmorency-Laval.
- Adrien de Rougé, parlementaire ultra et chef de l'organisation en 1822.
- Armand de Robert d'Aquéria, marquis de Rochegude, responsable de l'organisation à Avignon en 1815, officier puis parlementaire ultra.
- Jean-Baptiste, comte de Villèle, premier ministre de Louis XVIII, puis de Charles X et membre du conseil supérieur des Chevaliers.
- Hippolyte de Barrau, notable, cousin des Solages.
- Duc Gaspard de Clermont-Tonnerre.
- François-René de Chateaubriand, célèbre écrivain, leader du parti ultra à la chambre donc très proche des Chevaliers, mais on ne sait pas s'il était lui-même un Chevalier. On peut cependant remarquer qu'en décembre 1822 quand le duc de Montmorency a déposé sa démission en conseil du roi, c'est Chateaubriand qui a pris la tête du ministère des Affaires étrangères à sa place.
- Le comte Joseph-Claude de Clermont-Mont-Saint-Jean, président de la bannière de Paris en 1810.
- Louis de Gobineau, secrétaire de la bannière de Paris en 1810.
- Mac-Carthy, Villèle, Montbel, Saint-Géry et Cantalauze ont fait partie de la bannière toulousaine.
- Gombault, chevalier à Bordeaux.
- Louis de La Rochejaquelein, chevalier à Bordeaux.
- Gain-Montagnac, délégué de la Bannière parisienne.
- François Franchet d'Esperey, directeur général de la police, et membre de l'Ordre.
- Guy Delavau, préfet de police de Paris en 1821, et membre de l'Ordre.
- Jean-René-Pierre de Semallé, proche d'Armand de Polignac (il fut fondé de pouvoir par Monsieur avec celui-ci) et organisateur de la manifestation royaliste à Paris le 31 mars 1814[5].
- Vincent Bonneau, comte de Launoy, inspecteur général des prisons et agent secret.
- Pierre-Claude de Maurey d’Orville (1763-1832), historien normand.

## Histoire des Chevaliers

### 1810: la fondation
Ferdinand de Bertier de Sauvigny (1782-1864) est reçu en 1807 à La Congrégation, il participé en 1809 avec ses amis Mathieu de Montmorency et Alexis de Noailles à la propagation de la bulle d'excommunication de Pie VII contre Napoléon. Durant la période de l’empire, il cherche avec son frère Bénigne-Louis à unifier et regrouper toutes les forces de résistance royalistes. Ils étaient fascinés par la franc-maçonnerie qu'ils pensaient être le principal outil de la Révolution française. Les deux frères souhaitaient transposer  le système maçonnique au service de l'Église et du roi, ils ont donc « infiltré » des loges pour en étudier le fonctionnement.  Une fois Bénigne-Louis arrêté en 1807 par la police Impériale, Ferdinand a dû réaliser son projet seul. Il a fondé en 1810 l'ordre des Chevaliers de la Foi, institution qui repose sur une structure identique à la franc-maçonnerie, sur des valeurs chevaleresques du Moyen Âge et sur une discipline militaire. On peut remarquer par ailleurs que les fondateurs de cette société qui associe trône et autel font partie d'une génération assez jeune ayant vaguement connu l'ancien régime, contrairement à la période de leur formation qui a été la Révolution française et sa déchristianisation. Finalement c'est cette génération royaliste non émigrée qui a fait monter les effectifs des Chevaliers.

### 1810-1814: de la clandestinité aux premiers complots
Sous l’Empire, le principal objectif des Chevaliers était de garder le contact avec les royalistes et transmettre les nouvelles d’un hypothétique retour Bourbon. Les ordres et les nouvelles se véhiculaient oralement, aucune trace ne devait rester, au risque de se faire prendre par la police impériale.
Le système et le réseau d’informations royalistes étaient tellement bien rodés que même le courrier officiel n’arrivait pas aussi vite en province.
On peut se demander si pendant l’Empire, les Chevaliers avaient projeté de prendre de force le pouvoir et de restaurer la monarchie. Et bien non, avec leur fonctionnement clandestin, l’organisation est restée faible en influence. Le recrutement restait quasiment dans la sphère aristocratique, mise à part à Paris et à Toulouse où on peut voir des traces d’éléments populaires dans les bannières. Insurrection violente, coup d’État armé, ou actions contre-révolutionnaires n’ont jamais été à l’ordre du jour de l’organisation sous l’Empire, alors que Ferdinand de Bertier croyait que seul un mouvement royaliste national indépendant des alliés et sous l'Empire pouvait rétablir correctement le trône de France.
Le rôle des Chevaliers en attendant était de créer un esprit favorable aux Bourbons. Grâce à la propagande et au travail de sape, ils ont réussi à rappeler l’existence des princes légitimes, à réchauffer les souvenirs de l’ancien régime, et à exciter leur milieu contre l’Empereur. Pendant la « libération » alliée, les Chevaliers tentent surtout de faire pression sur les Anglais, les Autrichiens, les Prussiens et les Russes pour les aider ou du moins pour ne pas les empêcher de rétablir la monarchie.
Au printemps 1812, Louis XVIII apprend l'existence des chevaliers de la foi, grâce à Alexis de Noailles qui vient d'arriver en Angleterre.
Ferdinand de Bertier a été à Bordeaux en 1813 pour fédérer trois organisations monarchistes (l'ex-Institut philanthropique, la Garde royale de Saint Germain et la Bannière de Bordeaux) sous la direction d'un comité mixte. 
Début octobre 1813, Louis XVIII écrit aux Chevaliers : « Le temps de se montrer plus efficacement est arrivé ».
Le 9 octobre, le Conseil Supérieur se réunit chez Mathieu de Montmorency et travaille une stratégie de restauration, il pense d'abord à un débarquement allié en Bretagne et une insurrection royaliste à l'intérieur, mais le plan de l'opération n'est jamais parvenu entre les mains de Louis XVIII, le porteur s'étant fait arrêter en train d'embarquer pour l'Angleterre.
En fin d'année 1813, Ferdinand de Bertier prend la direction des bannières de Garonne comme lui avait demandé le Conseil supérieur. Depuis le château de sa sœur Mme de Solages, il impulse une vive propagande dans les départements du Tarn et de la Haute-Garonne, pour finalement préparer une insurrection à Rodez.

#### 1814: l'avant-Restauration
En janvier le maire de Bordeaux, Jean-Baptiste Lynch prend contact avec la Bannière Bordelaise et promet sa fidélité à la cocarde blanche, avec trois de ses conseillers municipaux.
Au mois de février près de 200 chevaliers se trouvèrent à Rodez, dans un château près de la ville. Ferdinand de Bertier avait prévu le coup dans la nuit du 16 au 17 février. Des rumeurs circulaient et parlaient du complot, arrivant aux oreilles de Antoine Bernardin Fualdès, c'est pourquoi au dernier moment les renforts toulousains reculèrent et firent demi-tour.  Ferdinand de Bertier a dû annuler l'opération.
À l'arrivée des troupes alliées pour la campagne de France, les Chevaliers ont tenté de manifester leurs joies. À Troyes, une petite manifestation royaliste s'est produite à l'arrivée des Prussiens. En Franche-Comté, pendant que les Autrichiens nommaient un gouverneur militaire, les Chevaliers de la bannière de Dijon, ont arboré la cocarde blanche.
Les alliés loin d'être partout très favorables à une restauration des Bourbons essayaient au départ d'ignorer les royalistes. Les Autrichiens et les Russes par exemple hostiles aux Bourbons les ont sévèrement réprimés à Dijon, malgré une tentative de conciliation entreprise par Alexis de Noailles auprès du tsar Alexandre Ier de Russie.

##### Le douze mars bordelais, une opération des Chevaliers de la foi
À Bordeaux, en mars, Arthur Wellesley de Wellington décida d'investir la ville sous les acclamations populaires, les autorités locales impériales se sont alors cachées du côté droit de la Gironde. Le maire Lynch et la bannière locale ont arrêté le convoi anglais le 12 mars 1814 avant d'avoir eu l'assurance que les troupes n'interviendraient pas en cas de restauration (sauf si l'ordre public était troublé). Lynch symboliquement avait sorti une cocarde blanche et crié « vive le roi ! » Quelque temps plus tard il imposa à la garde nationale la cocarde monarchique, puis il fit remplacer tous les emblèmes impériaux de la ville par des insignes royalistes. L'archevêque de l'époque à Bordeaux, Aviau du Bois de Sanzay, féroce opposant au concile de Paris participa avec le maire à l'accueil de Louis de France, fils du futur Charles X, sur le parvis de la cathédrale de Bordeaux devant une foule en liesse. Après cette date le prince Bourbon organisa un gouvernement royal qui devait étendre son pouvoir sur toute la région.
En 1820, en souvenir de ces événements Louis XVIII, nomma  l'enfant du fils de son frère Henri d'Artois duc de Bordeaux. Le reste de la France apprend petit à petit la nouvelle de l'opération bordelaise surtout en Vendée, où les royalistes sont très excités par ces événements. Ils se sont réveillés pour fixer la date du 11 avril comme celle du soulèvement général de la France.

##### La faiblesse relative des Chevaliers parisiens
Bien que le conseil supérieur des Chevaliers de la foi se tienne à Paris, l'activité de la société reste difficile dans la capitale. La plupart des grandes figures de l'ordre ont été envoyées en Province pour soulever la population. Le 31 mars, après la Bataille de Paris et la fuite de l'impératrice Marie-Louise d'Autriche alors que les rues sont pleines de monde, un groupe de Chevaliers tente quand même de provoquer une manifestation royaliste, sans vraiment y parvenir. Cependant, ceux-ci obtiennent la parole de l'empereur de Russie que le Comte de Provence serait rétabli sur le trône. En effet, alors que celui-ci passait sous les fenêtres de Madame de Semallé, épouse de Jean-René-Pierre de Semallé, Chevalier de la Foi et l'un des principaux organisateurs de la manifestation, elle lui dit : « Vive Alexandre s'il nous rend nos Bourbons ! », ce à quoi il lui répondit « Oui Madame, vous les reverrez, vivent votre roi Louis XVIII et les jolies dames de Paris ».

### 1814/1815: la Première Restauration
Une fois Bonaparte déchu par le Sénat le 3 avril et exilé à l’île d’Elbe, les royalistes se regroupèrent autour des Chevaliers. Ils ne pouvaient pas intervenir directement sur les puissances étrangères pour restaurer l'exact Ancien Régime, sachant que Talleyrand essayait d'être au maximum indépendant de la société secrète pour négocier avec le tzar Alexandre Ier de Russie. Celui-ci les avait même supplantés par la création d'un gouvernement provisoire dans lequel ils ne prirent aucune part.
À Toulouse, le 12 avril après que l'occupant Arthur Wellesley de Wellington prit connaissance de la situation parisienne, la population put s'associer aux manifestations organisées par les Chevaliers pour faire leur révolution locale.
Malgré une forte implantation dans le sud de la France, les Chevaliers n'ont pas pu s'opposer à la Charte de 1814. Ils sont donc restés quasiment inactifs durant la Première Restauration.

### 1ermars/18 juin 1815: les Cent-Jours
Louis de France appelé aussi duc d'Angoulême se servant des pleins pouvoirs que lui a conférés Louis XVIII le 5 mars, organise depuis Barcelone le retour du roi. Il s'est beaucoup appuyé sur les Chevaliers de la foi, qui était la seule organisation présente sur tout le territoire, avec l'expérience de la clandestinité, la passion des complots, et la structure militaire qui peut assurer des opérations insurrectionnelles. Ils vont donc encourager les désertions et organiser neuf bataillons de volontaires royaux, les futurs Verdets, de la couleur de la livrée du comte d'Artois. Dans la nuit du 15 au 16 juin ces bataillons ont joué un rôle important en débarquant secrètement près d'Aigues-Mortes, pour ensuite prendre le contrôle et le commandement des départements de l'Hérault, des Bouches-du-Rhône, de la Lozère et du Gard au nom de Louis XIX (le duc d'Angoulême).

### 1815-1826: la Seconde Restauration

#### La Chambre introuvable
Durant la nouvelle période qui s'annonçait avec la Restauration de 1815, les Chevaliers ont retrouvé une nouvelle activité dans l'ombre des parlementaires, pour s'opposer au binôme ministériel Charles-Maurice de Talleyrand-Périgord et Joseph Fouché et au dissident orléaniste.
Les chevaliers habitués à l'ordre et à la hiérarchie ont réussi à influencer et à imposer leurs méthodes à tout le parti qui obéissait à une discipline de fer. C'est dans ces conditions qu'est élue les 14 et 22 août 1815 la Chambre introuvable dominée par les Ultra. Ils ont fondé dès 1815, lors de la première session parlementaire, une bannière qui dirigeait la tendance politique, alors que, rappelons-le, au départ les Chevaliers avaient été fondés surtout dans un but religieux pour d'une part contrecarrer le pouvoir des maçons et d'autre part pour pallier la faiblesse du clergé après le Révolution française.

#### La Terreur blanche
Les Chevaliers partout où ils se trouvaient ont participé à la terreur légale dite Blanche. Ils ont donc pratiqué les poursuites, les traques, les jugements, et sans doute aussi les meurtres  contre les auteurs de près ou de loin des Cent-Jours. Par exemple certains historiens avancent le fait que les Chevaliers de la Foi seraient à l'origine de l'affaire Fualdès.
La bannière parlementaire, par l'intermédiaire du parti ultra, pousse le gouvernement au renforcement de cette terreur blanche. Des excès font craindre au roi une nouvelle révolution, il a donc mis fin à la terreur blanche en dissolvant la Chambre ultra-royaliste dite Introuvable le 5 septembre 1816.

#### Le Parti ultraroyaliste
Des comités secrets réfléchissaient à des stratégies politiques pendant que le parti se réunissait chez le député Piet pour donner les mots d'ordres aux non-chevaliers.
Villèle avant 1822, était un des leaders de la tendance parlementaire ultra et membre du conseil supérieur des Chevaliers. Il a donc souvent pu utiliser la société secrète pour influencer le groupe parlementaire. Par exemple en 1819, il a délibérément eu recours à une manipulation stratégique dite circonspect, pour imposer le vote de six douzièmes provisoires, afin de permettre au modéré Élie Decazes d'avoir six mois supplémentaires avant le vote du budget. Sans l'appui des Chevaliers Villèle était seul contre la faction des impatients, menée par François-Régis de La Bourdonnaye qui voulait faire une contre-révolution très rapide, c'est-à-dire ils voulaient faire un 1789 à l'envers et en 1819 ils voulaient renverser le président du Conseil, sans attendre que celui-ci limoge tous les ministres.

#### 1821: le ministère Villèle
Jean-Baptiste comte de Villèle plus connu sous le nom de Joseph de Villèle, est nommé premier ministre le 14 décembre 1821. C'est le premier ministre ultra-royaliste de la Restauration. Les Chevaliers étant toujours aussi nombreux et influents, imposent deux ministres au comte. Le ministère de l'Armée a été offert à Victor duc de Bellune, un pair de France qui a été maréchal de l'Empire avant de suivre le roi à Gand. Les Affaires étrangères ont été directement à Mathieu Jean Félicité, duc de Montmorency-Laval. Ce dernier tenait les Chevaliers de la Foi d'une main de fer vu le prestige de son nom et la renommée de son réseau. Villèle l'a donc nommé contre les conseils du Roi, qui avait peur du poids politique que cela donnait aux Chevaliers. Villèle souvent surnommé la Taupe a préféré avoir Mathieu de Montmorency près de lui pour limiter son influence sur l'Ordre, ce qui permit à Adrien de Rougé de prendre la tête de la société durant le mandat ministériel du grand maître. Dès 1822 le poids des chevaliers était considérable, et l'idéologie ultra influençait le pouvoir. Les chevaliers ont entre autres poussé la religion au premier plan de la politique avec l'outrage à la religion d'État et aux cultes reconnus mais aussi le retrait symbolique des restes de Voltaire et de Rousseau du Panthéon de Paris pour le rendre au culte catholique, le remplacement des recteurs d'académies et des grands maitres d'universités par le clergé et la nomination de pairs ecclésiastiques à la Chambre des pairs. Ils ont aussi influencé la politique sur les questions de libertés d'expression avec les lois de mars 1822 sur le régime de la presse qui avait pour but de liquider la presse libérale grâce à une autorisation préalable.
Après avoir fait démissionner de son ministère Mathieu de Montmorency en décembre 1822, et bien que ce dernier continuât à soutenir son gouvernement dans lequel Chateaubriand avait un portefeuille, il écarta le duc Victor du pouvoir militaire en octobre 1823.

### 1826: la dissolution
Au début le parti est fort et unifié mais une fois entré en contre-opposition de droite en 1824 pendant le règne de Charles X, il était depuis le ministère Villèle, une majorité divisée à la chambre des députés. Villèle n’est pas assez « ultra » pour certains députés déçus. Malgré les tentatives de cohésion et de stabilité de la droite de la part des Chevaliers de la Foi, une opposition de droite se forme derrière des personnalités comme François-Régis de La Bourdonnaye. En 1826, Mathieu Jean Félicité, duc de Montmorency-Laval et Ferdinand de Bertier de Sauvigny décident de dissoudre les bannières par opposition à la politique de Villèle. À partir de ce moment la majorité tomba dans une crise et finit par s’effriter sans le ciment que représentait les Chevaliers à la chambre. Le reste de l'organisation en France s'est auto-dissoute, elle n'a plus jamais eu d'apparition ou de refondation publique depuis ce jour.

### Sources et bibliographie
- Jean Fourcassie, Villèle, Paris, Arthème Fayard, 1954, p. 52.
- Camille Rousset, Un ministre de la Restauration : le marquis de Clermont-Tonnerre, Paris, 1883.
- E. de Waresquiel et Benoît Yvert, Histoire de la Restauration 1814-1830 la naissance de la France moderne, 1996.
- G. de Bertier de Sauvigny, La Restauration, Paris, 1955.
- Francis Démier, La France de la Restauration (1814-1830), Folio histoire, Gallimard, 2012, p. 35  (ISBN 9782070396818).